# Ivan Bellarosa
Ivan Bellarosa (ur. 28 października 1975 w Richterswil) – włoski kierowca wyścigowy.

## Kariera
Bellarosa rozpoczął karierę w wyścigach samochodowych w 1995 roku, od startów we Francuskiej Formule Renault, w której jednak nie był klasyfikowany. W późniejszych latach startował we Włoskiej Formule 3, Środkowoeuropejskiej Formule 3, World Series by Nissan, Euroseries 3000, Europejskim Pucharze Formuły Renault V6, Formule Renault 3.5, Italian Prototype Championship (tytuł mistrzowski w 2010 roku), European Sports Car Challenge, Speed EuroSeries (tytuł mistrzowski w 2012 roku), Grand American Rolex Series oraz w V de V Challenge Endurance. W 2005 roku Włoch wystartował w sezonie Formuły Renault 3.5 z włoską ekipą Avelon Formula. W ciągu szesnastu wyścigów jednak nie zdołał zdobyć punktów.

## Statystyki
| Sezon | Seria                                                                     | Zespół               | Wyścigi | Zwycięstwa | PP | NO | Podium | Punkty | Pozycja |
| ----- | ------------------------------------------------------------------------- | -------------------- | ------- | ---------- | -- | -- | ------ | ------ | ------- |
| 1995  | Francuska Formuła Renault                                                 | Cauduro Racing Team  | 1       | 0          | 0  | 0  | 0      | 0      | NS      |
| 2000  | Włoska Formuła 3                                                          | Michael Engineering  | 11      | 3          | 4  | 3  | 9      | 164    | 2       |
| 2001  | Środkowoeuropejska Formuła 3                                              |                      | 12      | 3          | 6  |    | 3      |        | 3       |
| 2002  | Euro 3000                                                                 | Uboldi Corse         | 4       | 0          | 0  | 0  | 0      | 0      | NS      |
| 2002  | World Series by Nissan                                                    | Zele Motorsport      | 4       | 0          | 0  | 0  | 0      | 0      | NS      |
| 2002  | Włoska Formuła 3                                                          | Passoli Racing       | 1       | 0          | 0  |    | 0      | 0      | NS      |
| 2003  | Europejski Puchar Formuły Renault V6                                      | Bicar Racing         | 17      | 0          | 0  | 0  | 0      | 34     | 15      |
| 2004  | Europejski Puchar Formuły Renault V6                                      | Avelon Formula       | 13      | 0          | 0  | 0  | 0      | 14     | 19      |
| 2005  | Formuła Renault 3.5                                                       | Avelon Formula       | 16      | 0          | 0  | 0  | 0      | 0      | 38      |
| 2006  | Euroseries 3000                                                           | Avelon Formula       | 16      | 0          | 0  | 0  | 0      |        | 21      |
| 2006  | Włoska Formuła 3000                                                       | Avelon Formula       | 16      | 0          | 0  | 0  | 0      | 0      | NS      |
| 2008  | Campionato Italiano Prototipi                                             | Avelon Formula       | 9       | 0          | 0  | 0  | 0      | 18     | 11      |
| 2008  | Italian Prototype Championship – CN2                                      | Avelon Formula       | 9       |            |    |    |        | 0      | NS      |
| 2009  | Campionato Italiano Prototipi                                             | Avelon Formula       | 8       | 1          | 1  | 1  | 3      | 54     | 3       |
| 2009  | Italian Prototype Championship – CN2                                      | Avelon Formula       | 5       | 5          |    |    | 5      | 50     | 2       |
| 2010  | Italian Prototype Championship – CN2                                      | Avelon Formula       | 9       | 9          | 9  | 9  | 9      | 90     | 1       |
| 2010  | Euro Sport Prototypes Series                                              | Avelon Formula       | 2       | 1          | 2  | 2  | 1      |        | 1       |
| 2011  | Speed EuroSeries                                                          | Wolf Racing Cars     | 9       | 6          | 6  | 5  | 6      | 104    | 4       |
| 2011  | Italian Prototype Championship – CN2                                      | Avelon Formula       | 3       | 0          |    |    | 3      | 24     | 4       |
| 2011  | European Sports Car Challenge – Division 2                                |                      | 1       |            |    |    |        | 15     | 18      |
| 2012  | Speed EuroSeries                                                          | Avelon Formula       | 12      | 10         | 9  | 7  | 10     | 174    | 1       |
| 2012  | Gulf 12 Hours – CN2                                                       | Avelon Formula       | 1       | 0          | 0  | 1  | 0      | N/A    | NS      |
| 2012  | V de V Challenge Endurance Moderne – Proto                                | Avelon Formula       | 2       | 1          | 1  | 0  | 1      | 0      | NS†     |
| 2013  | Speed EuroSeries                                                          | Avelon Formula       | 2       | 2          | 2  | 2  | 2      | 34     | 4       |
| 2013  | V de V Challenge Endurance – Proto – Scratch                              | Avelon Formula       | 5       | 1          | 0  | 0  | 1      | 52,5   | 16      |
| 2013  | V de V Michelin Endurance Series – Challenge Endurance GT/Tourisme V de V | Avelon Formula       | 1       | 0          | 0  | 0  | 0      | 0      | NS      |
| 2013  | Speed EuroSeries – CN3                                                    | Avelon Formula       | 2       | 2          | 2  | 2  | 2      | 0      | NS†     |
| 2013  | Grand American Rolex Series – DP                                          | Starworks Motorsport | 1       | 0          | 0  | 0  | 0      | 17     | 45      |
| 2013  | Gulf 12 Hours – CN2                                                       | BF Motorsport        | 1       | 0          | 0  | 1  | 0      | N/A    | NS      |
| 2014  | V de V Challenge Endurance – Proto – Scratch                              | Avelon Formula       | 1       | 0          | 0  | 0  | 0      | 5      | 46      |
| 2014  | Gulf 12 Hours – CN2                                                       | Avelon Formula       | 1       | 0          | 1  | 1  | 1      | N/A    | NS      |
| 2015  | 2015 – LMP2                                                               | Ibañez Racing        | 1       | 0          | 0  | 0  | 0      | N/A    | 9       |

† – Bellarosa nie był zaliczany do klasyfikacji.

## Wyniki w Formule Renault 3.5
| Legenda oznaczeń w tabelach wyników Wyświetl szablon na nowej stronie | Legenda oznaczeń w tabelach wyników Wyświetl szablon na nowej stronie                                                                     |
| Oznaczenie                                                            | Wyjaśnienie |
| --------------------------------------------------------------------- | --- |
| Złoty                                                                 | Zwycięzca lub mistrzostwo |
| Srebrny                                                               | 2. miejsce lub wicemistrzostwo |
| Brązowy                                                               | 3. miejsce lub II wicemistrzostwo |
| Zielony                                                               | Ukończył, punktował (w klasyfikacji generalnej, gdy zdobył co najmniej jeden punkt na przestrzeni sezonu, poza trzema powyższymi opcjami) |
| Niebieski                                                             | Ukończył, nie punktował (w klasyfikacji generalnej, gdy nie zdobył co najmniej jednego punktu na przestrzeni sezonu)                      |
| Czerwony                                                              | Nie zakwalifikował się (NZ) |
| Czerwony                                                              | Nie prekwalifikował się (NPK) |
| Różowy                                                                | Nie ukończył (NU) |
| Różowy                                                                | Niesklasyfikowany (NS) (w klasyfikacji generalnej, gdy nie został sklasyfikowany w żadnym wyścigu sezonu)                                 |
| Czarny                                                                | Zdyskwalifikowany (DK) |
| Czarny                                                                | Wykluczony (WYK/EX) |
| Biały                                                                 | Nie wystartował (NW) |
| Biały                                                                 | Kontuzjowany (K/INJ) |
| Biały                                                                 | Wyścig odwołany (OD/C) |
| Bez koloru                                                            | Został wycofany (WYC/WD) |
| Bez koloru                                                            | Nie przybył (NP/DNA) |
| Bez koloru                                                            | Nie brał udziału w treningach (NT/DNP) |
| Bez koloru                                                            | Nie został zgłoszony (–) |
| Pogrubienie                                                           | Start z pole position |
| Kursywa                                                               | Najszybsze okrążenie wyścigu |
| †                                                                     | Nie ukończył, ale jego rezultat został zaliczony ze względu na przejechanie więcej niż 90% dystansu wyścigu.                              |
| *                                                                     | Sezon w trakcie |
| 1/2/3                                                                 | Punktowana pozycja w sprincie kwalifikacyjnym                                                                                             |
| Lista systemów punktacji Formuły 1                                    | |

| Rok  | Zespół         | Wyniki w poszczególnych eliminacjach | Wyniki w poszczególnych eliminacjach | Wyniki w poszczególnych eliminacjach | Wyniki w poszczególnych eliminacjach | Wyniki w poszczególnych eliminacjach | Wyniki w poszczególnych eliminacjach | Wyniki w poszczególnych eliminacjach | Wyniki w poszczególnych eliminacjach | Wyniki w poszczególnych eliminacjach | Wyniki w poszczególnych eliminacjach | Wyniki w poszczególnych eliminacjach | Wyniki w poszczególnych eliminacjach | Wyniki w poszczególnych eliminacjach | Wyniki w poszczególnych eliminacjach | Wyniki w poszczególnych eliminacjach | Wyniki w poszczególnych eliminacjach | Wyniki w poszczególnych eliminacjach | Punkty | Pozycja |
| ---- | -------------- | ------------------------------------ | ------------------------------------ | ------------------------------------ | ------------------------------------ | ------------------------------------ | ------------------------------------ | ------------------------------------ | ------------------------------------ | ------------------------------------ | ------------------------------------ | ------------------------------------ | ------------------------------------ | ------------------------------------ | ------------------------------------ | ------------------------------------ | ------------------------------------ | ------------------------------------ | ------ | ------- |
| 2005 | Avelon Formula | BEL                                  | BEL                                  | MON                                  | VAL                                  | VAL                                  | FRA                                  | FRA                                  | BIL                                  | BIL                                  | DEU                                  | DEU                                  | GBR                                  | GBR                                  | PRT                                  | PRT                                  | ITA                                  | ITA                                  | 0      | 38      |
| 2005 | Avelon Formula | NU                                   | NW                                   | 17                                   | 22                                   | NU                                   | 19                                   | 19                                   | 19                                   | 18                                   | NU                                   | NU                                   | 21                                   | NU                                   | 21                                   | 18                                   | 17                                   | NU                                   | 0      | 38      |